# Собор Святейшего Сердца Иисуса (Веллингтон)
Собор Святейшего Сердца Иисуса (англ. Metropolitan Cathedral of the Sacred Heart and St Mary his Mother, Метрополитенский кафедральный собор Святейшего Сердца Иисуса и Его Матери Девы Марии) — кафедральный собор архиепархии Веллингтона.
Католический приход в Торндоне был основан в 1850 году. Первой его церковью был деревянный неоготический собор Святой Марии, освящённый и открытый в 1851 году на Хилл-стрит. В 1898 году во время ремонта собор сгорел за несколько часов. Но статуя Девы Марии осталась практически неповреждённой. Вскоре было принято решение о строительстве нового собора у горы Виктория, а приходскую церковь планировали возвести на месте пожарища.
Новая церковь, построенная в 1899-1901 гг в стиле Палладиевой архитектуры из белого камня Оамару, стала именоваться среди прихожан  «базиликой», хотя статус собора она получила 18 марта 1984 года. Планируемый изначально новый собор не был построен. В 1985 году здание было включено в список исторических мест I категории  Heritage New Zealand.
Приход Торндона находился под управлением маристов в течение 85 лет, со дня основания до 1935 года. После практически все архиепископы и постоянные служители церкви принадлежали к приходскому духовенству. Однако, 4 мая 2023 года резиденция маристов была восстановлена новым архиепископом Полом Джерардом Мартином.
Веллингтон находится в сейсмическом регионе. Постоянные землетрясения, даже небольшие, наносят ущерб зданиям. Поэтому 13 июля 2018 года основное здание собора было закрыто на сейсмоустойчивое укрепление и реконструкцию, открывшись заново в июне 2024 года. Службы проходили в в зале собора  рядом с Гилфорд-Террас или в церкви Святого Томаса Мора в Уилтоне.

## Галерея

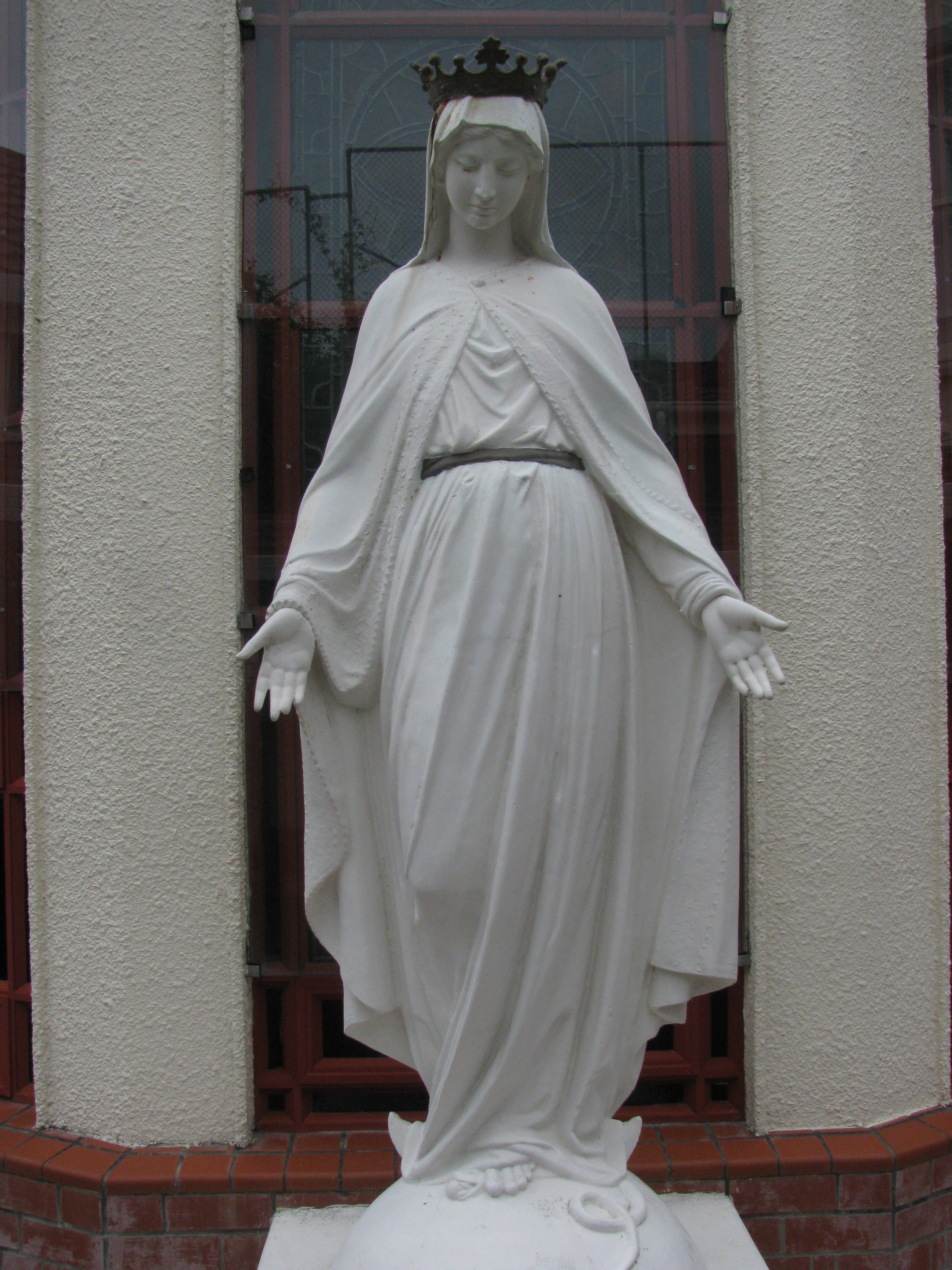
Статуя Пресвятой Девы Марии
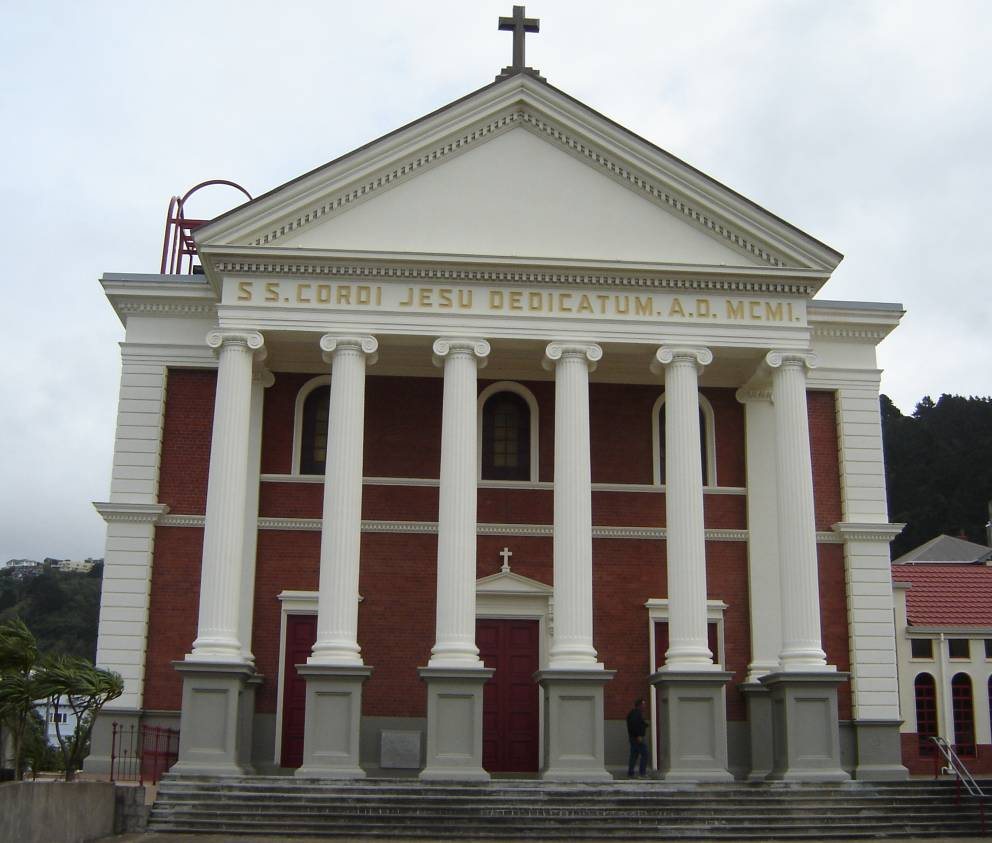
Фасад собора
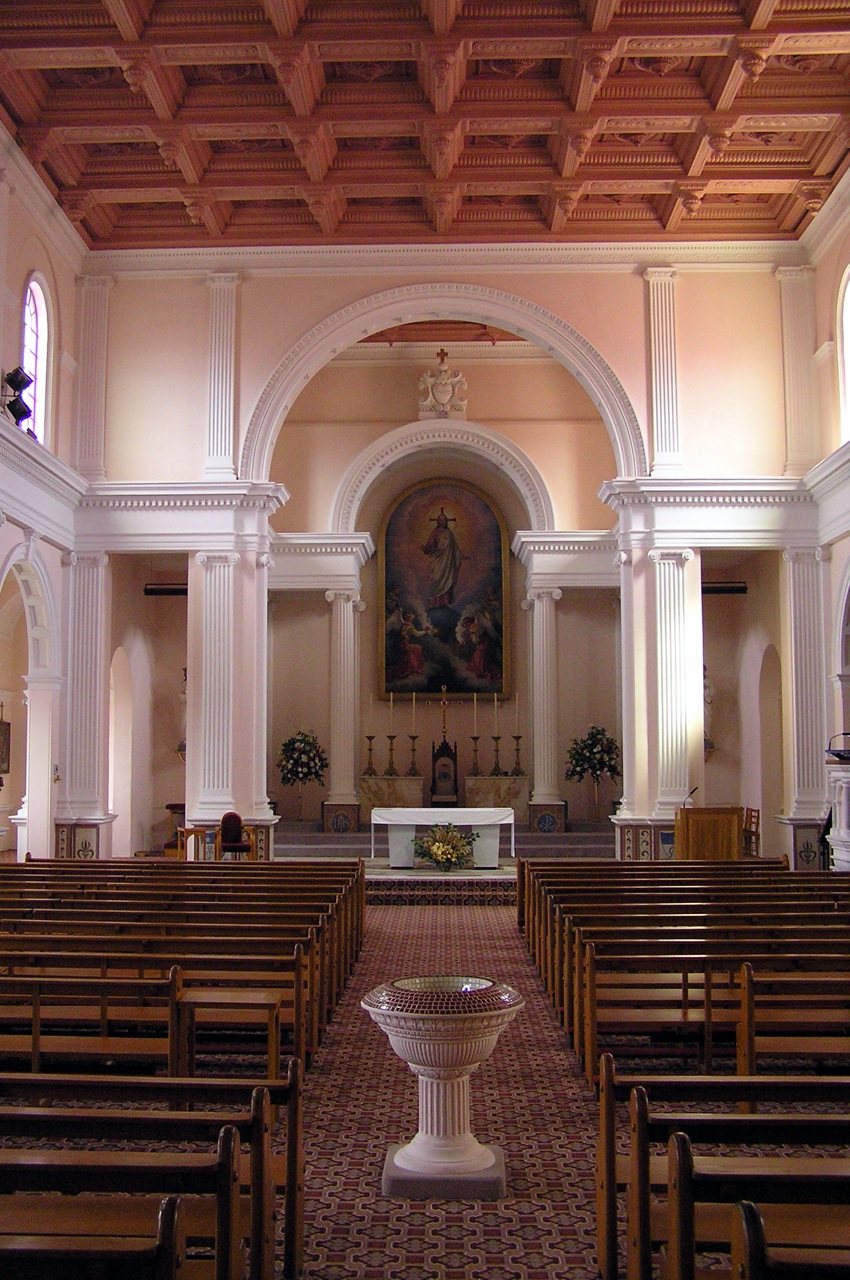
Интерьер собора
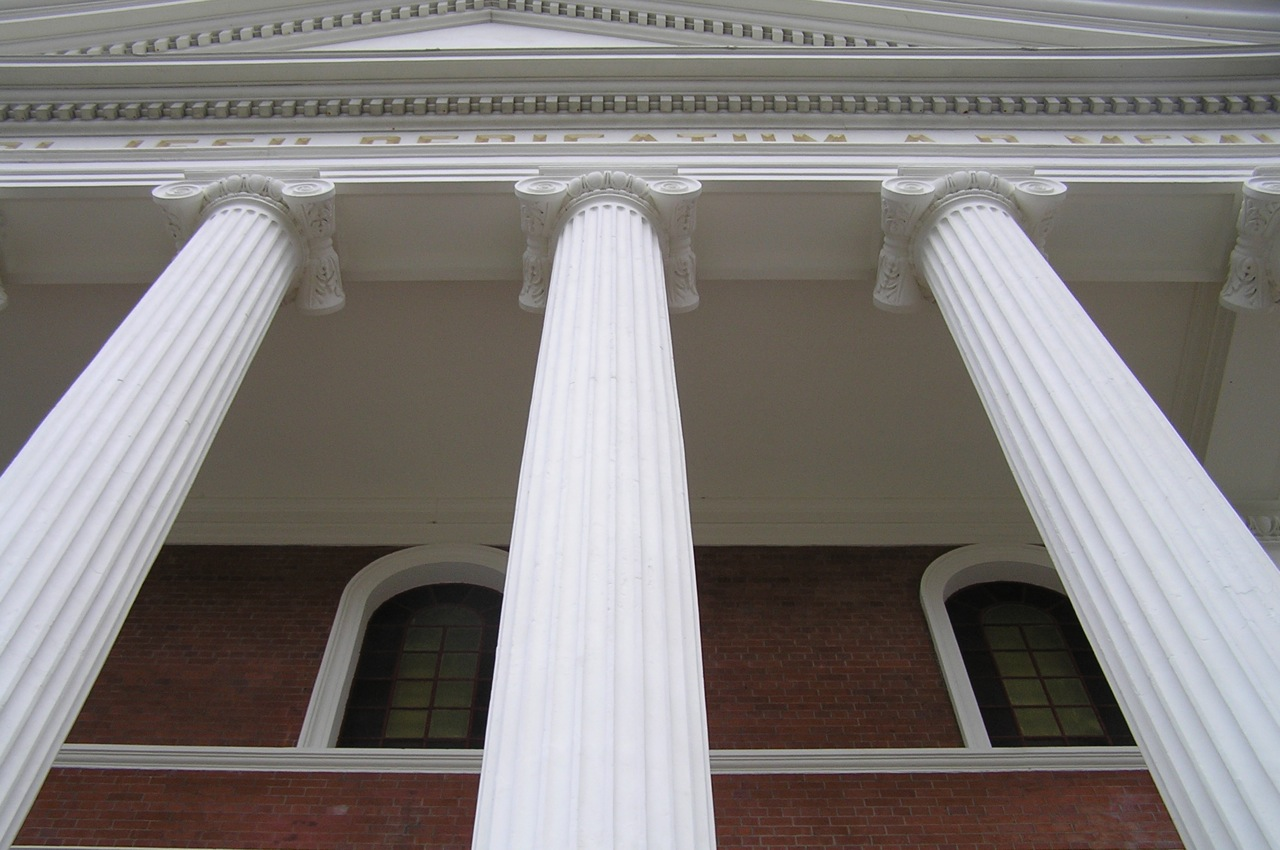
Колонны фасада